# Campeonato da NACAC de Atletismo Sub-23 de 2012 - Resultados
Esses foram os resultados do Campeonato da NACAC de Atletismo Sub-23 de 2012 que ocorreram de 6 a 8 de julho de 2012, no Centro Paralímpico Nacional, em Irapuato, no México. Contou com a presença de 303 atletas de 23 nacionalidades distribuídos em 44 provas. 

## Resultado masculino

### 100 metros
| Posição | Atleta               | Nacionalidade            | Tempo | Notas           |
| ------- | -------------------- | ------------------------ | ----- | --------------- |
| 1       | Charles Silmon       | Estados Unidos           | 10.19 | Q               |
| 2       | Jamol James          | Trinidad e Tobago        | 10.20 | Q               |
| 3       | Jason Rogers         | São Cristóvão e Neves    | 10.22 | Q               |
| 4       | Keenan Brock         | Estados Unidos           | 10.23 | Q               |
| 5       | Warren Fraser        | Bahamas                  | 10.23 | Q               |
| 6       | Akeem Haynes         | Canadá                   | 10.28 | q               |
| 7       | Lestrod Roland       | São Cristóvão e Neves    | 10.35 | q               |
| 8       | Alfred Higgs         | Bahamas                  | 10.40 | Recorde pessoal |
| 9       | Ian Warner           | Canadá                   | 10.43 | Q               |
| 10      | Shekeim Greaves      | Barbados                 | 10.45 | =               |
| 11      | Ramone McKenzie      | Jamaica                  | 10.46 |                 |
| 12      | Harold Houston       | Bermudas                 | 10.48 | Recorde pessoal |
| 13      | Shermund Allsop      | Trinidad e Tobago        | 10.53 |                 |
| 14      | Nicholas Deshong     | Barbados                 | 10.67 |                 |
| 15      | Karl Williams        | Ilhas Virgens Americanas | 10.69 |                 |
| 16      | Shernyl Burns        | Monserrate               | 10.76 |                 |
| 17      | Kemner Barrett       | Costa Rica               | 10.77 |                 |
| 18      | Daniel Villarreal    | México                   | 10.87 |                 |
| 19      | Josef Norales        | Honduras                 | 10.88 |                 |
| 20      | Julián Alfonso Tamez | México                   | 11.15 |                 |
| 21      | Roshano Cox          | Turcas e Caicos          | 11.21 |                 |

| Posição           | Atleta         | Nacionalidade         | Tempo | Notas           |
| ----------------- | -------------- | --------------------- | ----- | --------------- |
| Medalha de ouro   | Jason Rogers   | São Cristóvão e Neves | 10.06 | =               |
| Medalha de prata  | Keenan Brock   | Estados Unidos        | 10.15 |                 |
| Medalha de bronze | Charles Silmon | Estados Unidos        | 10.17 |                 |
| 4                 | Akeem Haynes   | Canadá                | 10.23 | Recorde pessoal |
| 5                 | Jamol James    | Trinidad e Tobago     | 10.26 |                 |
| 6                 | Warren Fraser  | Bahamas               | 10.30 |                 |
| 6                 | Ian Warner     | Canadá                | 10.30 |                 |
| 8                 | Lestrod Roland | São Cristóvão e Neves | 10.44 |                 |

### 200 metros
| Posição | Atleta            | Nacionalidade            | Tempo | Notas           |
| ------- | ----------------- | ------------------------ | ----- | --------------- |
| 1       | Tremaine Harris   | Canadá                   | 20.53 | Q               |
| 2       | Keith Ricks       | Estados Unidos           | 20.67 | Q               |
| 3       | Trevorvano Mackey | Bahamas                  | 20.89 | Q               |
| 4       | Prezel Hardy      | Estados Unidos           | 21.04 | Q               |
| 5       | Ramone McKenzie   | Jamaica                  | 21.06 | Q               |
| 6       | Lestrod Roland    | São Cristóvão e Neves    | 21.07 | Q               |
| 7       | Harold Houston    | Bermudas                 | 21.11 | q               |
| 8       | Nicholas Deshong  | Barbados                 | 21.23 | q               |
| 9       | Burkheart Ellis   | Barbados                 | 21.23 |                 |
| 10      | Kasheem Colbourne | Antígua e Barbuda        | 21.60 |                 |
| 11      | Salvador Gómez    | México                   | 21.61 |                 |
| 12      | Moriba Morain     | Trinidad e Tobago        | 21.64 |                 |
| 13      | Jonathan Santana  | República Dominicana     | 21.67 | Recorde pessoal |
| 14      | Emmanuel Brioso   | República Dominicana     | 21.86 |                 |
| 15      | Karl Williams     | Ilhas Virgens Americanas | 21.90 |                 |
| 16      | Marcus Thompson   | Bahamas                  | 22.48 |                 |
| 17      | Josef Norales     | Honduras                 | 22.75 |                 |
| 18      | Roshano Cox       | Turcas e Caicos          | 22.80 |                 |
| 99      | Shernyl Burns     | Monserrate               | DNF   |                 |

| Posição           | Atleta            | Nacionalidade         | Tempo | Notas           |
| ----------------- | ----------------- | --------------------- | ----- | --------------- |
| Medalha de ouro   | Tremaine Harris   | Canadá                | 20.22 | Recorde pessoal |
| Medalha de prata  | Prezel Hardy      | Estados Unidos        | 20.40 |                 |
| Medalha de bronze | Keith Ricks       | Estados Unidos        | 20.50 |                 |
| 4                 | Trevorvano Mackey | Bahamas               | 20.52 | Recorde pessoal |
| 5                 | Ramone McKenzie   | Jamaica               | 20.75 |                 |
| 6                 | Lestrod Roland    | São Cristóvão e Neves | 20.76 |                 |
| 7                 | Harold Houston    | Bermudas              | 20.96 |                 |
| 8                 | Nicholas Deshong  | Barbados              | 21.25 |                 |

### 400 metros
| Posição | Atleta             | Nacionalidade        | Tempo | Notas |
| ------- | ------------------ | -------------------- | ----- | ----- |
| 1       | David Verburg      | Estados Unidos       | 45.95 | Q     |
| 2       | Brady Gehret       | Estados Unidos       | 46.25 | Q     |
| 3       | Jeffery Gibson     | Bahamas              | 46.37 | Q     |
| 4       | Alonzo Russell     | Bahamas              | 46.83 | Q     |
| 5       | Philip Osei        | Canadá               | 47.08 | Q     |
| 6       | Akheem Gauntlett   | Jamaica              | 47.23 | q     |
| 7       | Joel Mejia         | República Dominicana | 47.48 | q     |
| 8       | Burkheart Ellis    | Barbados             | 48.06 | Q     |
| 9       | Luis Martín García | México               | 48.29 |       |
| 10      | Salvador Gómez     | México               | 48.41 |       |
| 11      | Junior Acosta      | República Dominicana | 48.42 |       |
| 12      | Akino Ming         | Jamaica              | DNF   |       |

| Posição           | Atleta           | Nacionalidade        | Tempo | Notas           |
| ----------------- | ---------------- | -------------------- | ----- | --------------- |
| Medalha de ouro   | David Verburg    | Estados Unidos       | 45.14 |                 |
| Medalha de prata  | Philip Osei      | Canadá               | 45.51 | Recorde pessoal |
| Medalha de bronze | Jeffery Gibson   | Bahamas              | 46.30 | Recorde pessoal |
| 4                 | Joel Mejia       | República Dominicana | 46.32 | Recorde pessoal |
| 5                 | Alonzo Russell   | Bahamas              | 46.56 |                 |
| 6                 | Akheem Gauntlett | Jamaica              | 46.95 |                 |
| 7                 | Burkheart Ellis  | Barbados             | 47.20 |                 |
| 8                 | Brady Gehret     | Estados Unidos       | DNF   |                 |

### 800 metros
| Posição | Atleta                       | Nacionalidade            | Tempo   | Notas |
| ------- | ---------------------------- | ------------------------ | ------- | ----- |
| 1       | Richard West                 | Jamaica                  | 1:52.01 | Q     |
| 2       | Casimir Loxsom               | Estados Unidos           | 1:52.03 | Q     |
| 3       | Tayron Reyes                 | República Dominicana     | 1:52.28 | Q     |
| 4       | Michael Preble               | Estados Unidos           | 1:52.50 | Q     |
| 5       | Thomas Riva                  | Canadá                   | 1:52.61 | q     |
| 6       | Sadiki White                 | Jamaica                  | 1:52.77 | Q     |
| 7       | Christopher Antonio Sandoval | México                   | 1:52.93 | q     |
| 8       | Seymour Walter               | Ilhas Virgens Americanas | 1:53.57 | Q     |
| 9       | Scott Leitch                 | Canadá                   | 1:54.24 |       |
| 10      | Cerrio Rolle                 | Bahamas                  | 1:55.87 |       |
| 11      | Henry Stevens-Carty          | Bermudas                 | 1:56.93 |       |
| 12      | Alberto Martínez             | México                   | 1:59.15 |       |
| 13      | José Alberto Veras           | República Dominicana     | 2:03.12 |       |

| Posição           | Atleta                       | Nacionalidade            | Tempo   | Notas |
| ----------------- | ---------------------------- | ------------------------ | ------- | ----- |
| Medalha de ouro   | Michael Preble               | Estados Unidos           | 1:48.69 |       |
| Medalha de prata  | Tayron Reyes                 | República Dominicana     | 1:49.09 |       |
| Medalha de bronze | Casimir Loxsom               | Estados Unidos           | 1:49.35 |       |
| 4                 | Richard West                 | Jamaica                  | 1:49.62 |       |
| 5                 | Thomas Riva                  | Canadá                   | 1:52.84 |       |
| 6                 | Christopher Antonio Sandoval | México                   | 1:53.96 |       |
| 7                 | Seymour Walter               | Ilhas Virgens Americanas | 1:57.08 |       |
| 8                 | Sadiki White                 | Jamaica                  | DNF     |       |

### 1.500 metros
Final
| Posição           | Atleta                       | Nacionalidade        | Tempo   | Notas |
| ----------------- | ---------------------------- | -------------------- | ------- | ----- |
| Medalha de ouro   | Kyle Merber                  | Estados Unidos       | 3:51.61 |       |
| Medalha de prata  | Charles Philibert-Thiboutot  | Canadá               | 3:52.00 |       |
| Medalha de bronze | Riley Masters                | Estados Unidos       | 3:52.15 |       |
| 4                 | Ross Proufoot                | Canadá               | 3:52.47 |       |
| 5                 | Jesús Arturo Esparza         | México               | 3:54.63 |       |
| 6                 | Christopher Antonio Sandoval | México               | 3:58.84 |       |
| 7                 | Álvaro Luis Abreu            | República Dominicana | DNF     |       |

### 5.000 metros
Final
| Posição           | Atleta        | Nacionalidade  | Tempo    | Notas |
| ----------------- | ------------- | -------------- | -------- | ----- |
| Medalha de ouro   | Andrew Bayer  | Estados Unidos | 15:13.01 |       |
| Medalha de prata  | George Alex   | Estados Unidos | 15:28.27 |       |
| Medalha de bronze | Ezau Arias    | México         | 15:33.29 |       |
| 4                 | Emmanuel Nava | México         | 15:39.18 |       |

### 10.000 metros
Final
| Posição           | Atleta           | Nacionalidade  | Tempo    | Notas |
| ----------------- | ---------------- | -------------- | -------- | ----- |
| Medalha de ouro   | Gabe Proctor     | Estados Unidos | 30:46.85 |       |
| Medalha de prata  | Elliott Krause   | Estados Unidos | 30:57.88 |       |
| Medalha de bronze | Alejandro Arroyo | México         | 31:39.99 |       |
| 4                 | Eloy Sánchez     | México         | 31:48.38 |       |
| 5                 | Sean Trott       | Bermudas       | 33:26.91 |       |
| 6                 | Carlos Rivera    | Costa Rica     | 34:22.31 |       |
| 7                 | Leighton Spencer | Jamaica        | DNF      |       |

### 110 metros barreiras
| Posição | Atleta           | Nacionalidade  | Tempo | Notas |
| ------- | ---------------- | -------------- | ----- | ----- |
| 1       | Barrett Nugent   | Estados Unidos | 13.61 | Q     |
| 2       | Eddie Lovett     | Estados Unidos | 13.67 | Q     |
| 3       | Greggmar Swift   | Barbados       | 13.69 | Q     |
| 4       | Shane Brathwaite | Barbados       | 13.75 | Q     |
| 5       | Nathan Arnett    | Bahamas        | 13.83 | Q,    |
| 6       | Sekou Kaba       | Canadá         | 13.94 | q     |
| 7       | Ingvar Moseley   | Canadá         | 13.98 | Q     |
| 8       | Genaro Rodríguez | México         | 13.99 | q     |
| 9       | Dennis Bain      | Bahamas        | 14.11 |       |
| 10      | Rodrigo Casar    | México         | 14.32 |       |
| 11      | Tristan Joynes   | Bermudas       | 14.57 |       |

| Posição           | Atleta           | Nacionalidade  | Tempo | Notas           |
| ----------------- | ---------------- | -------------- | ----- | --------------- |
| Medalha de ouro   | Shane Brathwaite | Barbados       | 13.31 | ,               |
| Medalha de prata  | Barrett Nugent   | Estados Unidos | 13.32 | Recorde pessoal |
| Medalha de bronze | Greggmar Swift   | Barbados       | 13.54 |                 |
| 4                 | Eddie Lovett     | Estados Unidos | 13.58 |                 |
| 5                 | Sekou Kaba       | Canadá         | 13.81 |                 |
| 6                 | Ingvar Moseley   | Canadá         | 13.87 |                 |
| 7                 | Genaro Rodríguez | México         | 13.99 |                 |
| 8                 | Nathan Arnett    | Bahamas        | 14.31 |                 |

### 400 metros barreiras
Final
| Posição           | Atleta            | Nacionalidade            | Tempo | Notas |
| ----------------- | ----------------- | ------------------------ | ----- | ----- |
| Medalha de ouro   | Jeffery Gibson    | Bahamas                  | 50.27 |       |
| Medalha de prata  | Michael Stigler   | Estados Unidos           | 50.48 |       |
| Medalha de bronze | Leslie Murray     | Ilhas Virgens Americanas | 50.48 |       |
| 4                 | Nathan Arnett     | Bahamas                  | 50.71 |       |
| 5                 | Tait Nystuen      | Canadá                   | 51.14 |       |
| 6                 | Ali Arastu        | Estados Unidos           | 51.49 |       |
| 7                 | Gabriel EL Hanbli | Canadá                   | 51.75 |       |
| 8                 | Alejandro Parada  | México                   | 52.36 |       |
| 9                 | Kemar Norgrove    | Barbados                 | 55.39 |       |

### 3.000 metros com obstáculos
Final
| Posição           | Atleta                | Nacionalidade            | Tempo    | Notas |
| ----------------- | --------------------- | ------------------------ | -------- | ----- |
| Medalha de ouro   | Luis Alberto Gallegos | México                   | 9:22.75  |       |
| Medalha de prata  | Jared Bassett         | Estados Unidos           | 9:23.39  |       |
| Medalha de bronze | Javier Quintana       | México                   | 9:23.44  |       |
| 4                 | Alexander Brill       | Estados Unidos           | 9:43.82  |       |
| 5                 | Álvaro Luis Abreu     | República Dominicana     | 10:05.77 |       |
| 6                 | Delohnni Nicol-Samuel | São Vicente e Granadinas | DNF      |       |

### Revezamento 4x100 m
Final
| Posição           | Nacionalidade  | Atletas                                                               | Tempo | Notas |
| ----------------- | -------------- | --------------------------------------------------------------------- | ----- | ----- |
| Medalha de ouro   | Estados Unidos | Darrell Wesh Charles Silmon Marcus Rowland Keenan Brock               | 38.94 |       |
| Medalha de prata  | Bahamas        | Trevorvano Mackey Warren Fraser Marcus Thompson Alfred Higgs          | 39.65 |       |
| Medalha de bronze | Jamaica        | Paul McPearson Ramone McKenzie Akheem Gauntlett Akino Ming            | 39.67 |       |
| 4                 | Canadá         | Akeem Haynes Ian Warner Tremaine Harris Philip Osei                   | 39.82 |       |
| 5                 | Barbados       | Nicholas Deshong Greggmar Swift Burkheart Ellis Shane Brathwaite      | 40.30 |       |
| 6                 | México         | Marco García Alexis Benjahyr Viera Genaro Rodríguez Daniel Villarreal | DNF   |       |

### Revezamento 4x400 m
Final
| Posição           | Nacionalidade        | Atletas                                                             | Tempo   | Notas |
| ----------------- | -------------------- | ------------------------------------------------------------------- | ------- | ----- |
| Medalha de ouro   | Estados Unidos       | James Harris Chris Vaughn Michael Preble David Verburg              | 3:03.81 |       |
| Medalha de prata  | Bahamas              | Alfred Higgs Danzell Forston Jeffery Gibson Alonzo Russell          | 3:04.33 |       |
| Medalha de bronze | República Dominicana | Junior Acosta Tayron Reyes Jonathan Santana Joel Mejia              | 3:07.88 |       |
| 4                 | México               | Salvador Gómez Óscar Omar Ramírez José Jusacamea Luis Martín García | 3:11.90 |       |

### 20 km marcha atlética
Final
| Posição           | Atleta         | Nacionalidade  | Tempo      | Notas |
| ----------------- | -------------- | -------------- | ---------- | ----- |
| Medalha de ouro   | Evan Dunfee    | Canadá         | 1:26:15.32 |       |
| Medalha de prata  | Adrián Ochoa   | México         | 1:27:56.18 | =     |
| Medalha de bronze | Mauricio Calvo | Costa Rica     | 1:31:58.42 |       |
| 4                 | Nick Christie  | Estados Unidos | 1:33:45.85 |       |
| 9                 | Dan Serianni   | Estados Unidos | DNF        |       |

### Salto em altura
Final
| Posição           | Atleta                 | Nacionalidade            | Resultado | Notas            |
| ----------------- | ---------------------- | ------------------------ | --------- | ---------------- |
| Medalha de ouro   | Edgar Alejandro Rivera | México                   | 2.23m     |                  |
| Medalha de prata  | Luis Joel Castro       | Porto Rico               | 2.21m     |                  |
| Medalha de bronze | Domanique Missick      | Turcas e Caicos          | 2.19m     | Recorde nacional |
| 4                 | Bryan McBride          | Estados Unidos           | 2.16m     |                  |
| 5                 | Django Lovett          | Canadá                   | 2.10m     |                  |
| 6                 | James Harris           | Estados Unidos           | 2.00m     |                  |
| 7                 | Keron Stoute           | Ilhas Virgens Britânicas | 2.00m     |                  |
| 8                 | Domingo Reyes          | República Dominicana     | NH        |                  |
| 9                 | Aldo Orlando Nieto     | México                   | NH        |                  |

### Salto com vara
Final
| Posição           | Atleta                | Nacionalidade  | Resultado | Notas            |
| ----------------- | --------------------- | -------------- | --------- | ---------------- |
| Medalha de ouro   | Michael Woepse        | Estados Unidos | 5.40m     |                  |
| Medalha de prata  | K'don Samuels         | Jamaica        | 5.35m     | Recorde nacional |
| Medalha de bronze | Logan Cunnigham       | Estados Unidos | 5.30m     |                  |
| 4                 | Rubén Viveros         | México         | 5.10m     | Recorde pessoal  |
| 5                 | Rick Valcin           | Santa Lúcia    | 4.90m     |                  |
| 6                 | Pedro Daniel Figueroa | El Salvador    | 4.90m     |                  |
| 7                 | Roberto Patiño        | México         | 4.70m     |                  |

### Salto em comprimento
Final
| Posição           | Atleta            | Nacionalidade        | Resultado | Notas |
| ----------------- | ----------------- | -------------------- | --------- | ----- |
| Medalha de ouro   | Marquis Dendy     | Estados Unidos       | 7.68m     |       |
| Medalha de prata  | Kendall Spencer   | Estados Unidos       | 7.67m     |       |
| Medalha de bronze | Taylor Stewart    | Canadá               | 7.50m     |       |
| 4                 | Jharyl Bowry      | Canadá               | 7.46m     |       |
| 5                 | Alberto Álvarez   | México               | 7.24m     |       |
| 6                 | Abraham Rodríguez | México               | 7.11m     |       |
| 7                 | Domingo Reyes     | República Dominicana | 6.93m     |       |
| 8                 | Chemikel Deangelo | Costa Rica           | 6.69m     |       |
| 9                 | Daniel Herrera    | Costa Rica           | 6.42m     |       |

### Salto triplo
Final
| Posição           | Atleta              | Nacionalidade            | Resultado | Notas |
| ----------------- | ------------------- | ------------------------ | --------- | ----- |
| Medalha de ouro   | Chris Phipps        | Estados Unidos           | 16.19m    | =     |
| Medalha de prata  | Chris Benard        | Estados Unidos           | 15.90m    |       |
| Medalha de bronze | J'Vente Deveaux     | Bahamas                  | 15.90m    |       |
| 4                 | Alberto Álvarez     | México                   | 15.87m    |       |
| 5                 | Hasheem Abdul-Halim | Ilhas Virgens Americanas | 15.60m    |       |
| 6                 | Fabián Zavala       | México                   | 15.06m    |       |

### Arremesso de peso
Final
| Posição           | Atleta               | Nacionalidade        | Resultado | Notas |
| ----------------- | -------------------- | -------------------- | --------- | ----- |
| Medalha de ouro   | Jacob Thormaehlen    | Estados Unidos       | 19.86m    |       |
| Medalha de prata  | Stephen Sáenz        | México               | 19.31m    |       |
| Medalha de bronze | Hayden Baillio       | Estados Unidos       | 19.21m    |       |
| 4                 | Timothy Nedow        | Canadá               | 18.99m    |       |
| 5                 | Tim Hendry-Gallagher | Canadá               | 18.53m    |       |
| 6                 | Josué Santana        | México               | 17.31m    |       |
| 7                 | Raybert Pérez        | República Dominicana | 14.97m    |       |

### Lançamento de disco
Final
| Posição           | Atleta            | Nacionalidade        | Resultado | Notas |
| ----------------- | ----------------- | -------------------- | --------- | ----- |
| Medalha de ouro   | Traves Smikle     | Jamaica              | 62.11m    |       |
| Medalha de prata  | Mason Finley      | Estados Unidos       | 59.00m    |       |
| Medalha de bronze | Quincy Wilson     | Trinidad e Tobago    | 57.98m    |       |
| 4                 | Chad Wright       | Jamaica              | 56.92m    |       |
| 5                 | Mario Cota        | México               | 56.02m    |       |
| 6                 | Timothy Nedow     | Canadá               | 54.64m    |       |
| 7                 | Jared Thomas      | Estados Unidos       | 53.72m    |       |
| 8                 | Andrew Wells      | Canadá               | 48.10m    |       |
| 9                 | Jorge Alan García | México               | 46.01m    |       |
| 10                | Ángel Medina      | República Dominicana | 43.40m    |       |
| 11                | Winston Campbell  | Honduras             | NM        |       |

### Lançamento de martelo
Final
| Posição           | Atleta             | Nacionalidade  | Resultado | Notas |
| ----------------- | ------------------ | -------------- | --------- | ----- |
| Medalha de ouro   | Jeremy Postin      | Estados Unidos | 68.32m    |       |
| Medalha de prata  | Alec Faldermeyer   | Estados Unidos | 65.41m    |       |
| Medalha de bronze | Ricardo Castilleja | México         | 58.09m    |       |
| 4                 | Michael McMillian  | México         | 52.01m    |       |
| 5                 | Andrew Wells       | Canadá         | 51.18m    |       |

### Lançamento de dardo
Final
| Posição           | Atleta         | Nacionalidade     | Resultado | Notas            |
| ----------------- | -------------- | ----------------- | --------- | ---------------- |
| Medalha de ouro   | Tim Glover     | Estados Unidos    | 78.28m    |                  |
| Medalha de prata  | Sam Humphreys  | Estados Unidos    | 77.04m    |                  |
| Medalha de bronze | David Ocampo   | México            | 70.17m    |                  |
| 4                 | Brandon Heroux | Canadá            | 70.02m    |                  |
| 5                 | Oraine Brown   | Antígua e Barbuda | 65.70m    | Recorde nacional |
| 6                 | Josué Menéndez | México            | 65.27m    |                  |

### Decatlo
Final
| Pos.              | Atleta                 | Nacionalidade        | 100 m     | SD        | AP         | SA        | 400 m     | 110 m C/B | AD         | SV        | LD         | 1500 m      | PG   | Notas |
| ----------------- | ---------------------- | -------------------- | --------- | --------- | ---------- | --------- | --------- | --------- | ---------- | --------- | ---------- | ----------- | ---- | ----- |
| Medalha de ouro   | Jack Szmanda           | Estados Unidos       | 11.22 812 | 6.70m 743 | 13.76m 714 | 1.91m 723 | 51.23 759 | 15.81 754 | 39.72m 659 | 4.90m 880 | 49.06m 575 | 5:21.64 442 | 7061 |       |
| Medalha de prata  | Brent Vogel            | Estados Unidos       | 11.33 789 | 6.47m 691 | 12.44m 633 | 1.91m 723 | 49.71 828 | 15.01 848 | 37.63m 617 | 4.30m 702 | 36.53m 392 | 4:36.19 704 | 6927 |       |
| Medalha de bronze | Gustavo Morua          | México               | 10.83 899 | 6.64m 729 | 11.28m 563 | 1.88m 696 | 51.63 741 | 16.53 674 | 33.12m 526 | 3.70m 535 | 47.06m 545 | 5:03.44 540 | 6448 |       |
| 4                 | Juan Carlos de la Cruz | República Dominicana | 11.20 817 | 6.77m 760 | 10.96m 543 | 1.85m 670 | 52.55 701 | 15.75 761 | 33.91m 542 | 3.55m 496 | 45.33m 520 | 5:19.55 452 | 6262 |       |
| 5                 | Juan Gibrán Vázquez    | México               | 11.24 808 | 6.50m 697 | 7.62m 344  | 1.91m 723 | 50.94 772 | 15.57 782 | 31.47m 493 | 4.15m 659 | 36.35m 389 | 5:21.57 442 | 6109 |       |
| 9                 | Martín Cedeño          | República Dominicana | 11.31 793 | NM 0      | 11.61m 583 | 1.64m 496 | DNS 0     |           |            |           |            |             | DNF  |       |

## Resultado feminino

### 100 metros
Final – Vento: +1.6 m/s
| Posição           | Atleta                    | Nacionalidade  | Tempo | Notas                 |
| ----------------- | ------------------------- | -------------- | ----- | --------------------- |
| Medalha de ouro   | Aurieyall Scott           | Estados Unidos | 11.19 | Recorde do campeonato |
| Medalha de prata  | Octavious Freeman         | Estados Unidos | 11.20 |                       |
| Medalha de bronze | Crystal Emmanuel          | Canadá         | 11.43 |                       |
| 4                 | V'alonee Robinson         | Bahamas        | 11.56 | Recorde pessoal       |
| 5                 | Mara Weekes               | Barbados       | 11.93 |                       |
| 6                 | Mercia Moncherry          | Santa Lúcia    | 12.01 |                       |
| 7                 | María del Consuelo Zamora | México         | 12.13 |                       |
| 8                 | Perla Janeth Sánchez      | México         | 12.50 |                       |

### 200 metros
Final – Vento: +0.9 m/s
| Posição           | Atleta                         | Nacionalidade            | Tempo | Notas                 |
| ----------------- | ------------------------------ | ------------------------ | ----- | --------------------- |
| Medalha de ouro   | Kimberlyn Duncan               | Estados Unidos           | 22.72 | Recorde do campeonato |
| Medalha de prata  | Allison Peter                  | Ilhas Virgens Americanas | 22.92 |                       |
| Medalha de bronze | Cambrya Jones                  | Estados Unidos           | 23.00 |                       |
| 4                 | Amara Jones                    | Bahamas                  | 23.54 |                       |
| 5                 | Ashley Kelly                   | Ilhas Virgens Britânicas | 23.77 |                       |
| 6                 | Britney Wattley                | Ilhas Virgens Britânicas | 24.17 |                       |
| 7                 | Maritza Heredia                | México                   | 25.13 |                       |
| 8                 | Heidy Palacios                 | Honduras                 | 25.23 |                       |
| 9                 | María Alejandra García-Cornejo | México                   | 25.38 |                       |

### 400 metros
| Posição | Atleta               | Nacionalidade            | Tempo | Notas |
| ------- | -------------------- | ------------------------ | ----- | ----- |
| 1       | Jodi-Ann Muir        | Jamaica                  | 53.21 | Q     |
| 2       | Marlena Wesh         | Haiti                    | 53.37 | Q     |
| 3       | Rebecca Alexander    | Estados Unidos           | 53.43 | Q     |
| 4       | Ashley Kelly         | Ilhas Virgens Britânicas | 53.56 | Q     |
| 5       | Sparkle McKnight     | Trinidad e Tobago        | 53.78 | Q     |
| 6       | Amara Jones          | Bahamas                  | 53.89 | Q     |
| 7       | Shawna Fermin        | Trinidad e Tobago        | 54.45 | q     |
| 8       | Althia Maximilien    | Barbados                 | 54.95 | q     |
| 9       | Sade Sealy           | Barbados                 | 55.38 |       |
| 10      | Yanique Haye         | Jamaica                  | 55.70 |       |
| 11      | Estefania de la Cruz | México                   | 56.07 |       |
| 12      | Heidy Palacios       | Honduras                 | 56.44 |       |
| 13      | Erika Rodríguez      | México                   | 56.75 |       |

| Posição           | Atleta            | Nacionalidade            | Tempo | Notas            |
| ----------------- | ----------------- | ------------------------ | ----- | ---------------- |
| Medalha de ouro   | Rebecca Alexander | Estados Unidos           | 51.13 | ,                |
| Medalha de prata  | Marlena Wesh      | Haiti                    | 51.23 | Recorde nacional |
| Medalha de bronze | Jodi-Ann Muir     | Jamaica                  | 52.44 |                  |
| 4                 | Sparkle McKnight  | Trinidad e Tobago        | 52.79 |                  |
| 5                 | Ashley Kelly      | Ilhas Virgens Britânicas | 53.35 |                  |
| 6                 | Shawna Fermin     | Trinidad e Tobago        | 53.42 |                  |
| 7                 | Althia Maximilien | Barbados                 | 53.65 |                  |
| 8                 | Amara Jones       | Bahamas                  | 54.04 |                  |

### 800 metros
| Posição | Atleta               | Nacionalidade            | Tempo   | Notas |
| ------- | -------------------- | ------------------------ | ------- | ----- |
| 1       | Chanelle Price       | Estados Unidos           | 2:10.64 | Q     |
| 2       | Charlene Lipsey      | Estados Unidos           | 2:10.99 | Q     |
| 3       | Annie LeBlanc        | Canadá                   | 2:11.17 | Q     |
| 4       | Rachel Francois      | Canadá                   | 2:12.62 | Q     |
| 5       | Asia Henry           | Jamaica                  | 2:12.66 | Q     |
| 6       | Gladys Landaverde    | El Salvador              | 2:13.56 | q     |
| 7       | Estefania de la Cruz | México                   | 2:14.98 | Q     |
| 8       | Thalia Márquez       | México                   | 2:15.55 | q     |
| 9       | Ninfa Barnard        | Ilhas Virgens Americanas | 2:18.16 |       |
| 10      | Shelleyka Rolle      | Bahamas                  | 2:19.12 |       |

| Posição           | Atleta               | Nacionalidade  | Tempo   | Notas |
| ----------------- | -------------------- | -------------- | ------- | ----- |
| Medalha de ouro   | Chanelle Price       | Estados Unidos | 2:04.48 |       |
| Medalha de prata  | Annie LeBlanc        | Canadá         | 2:05.61 |       |
| Medalha de bronze | Rachel Francois      | Canadá         | 2:06.77 |       |
| 4                 | Estefania de la Cruz | México         | 2:10.57 |       |
| 5                 | Charlene Lipsey      | Estados Unidos | 2:11.15 |       |
| 6                 | Gladys Landaverde    | El Salvador    | 2:11.57 |       |
| 7                 | Thalia Márquez       | México         | 2:11.95 |       |
| 8                 | Asia Henry           | Jamaica        | 2:28.60 |       |

### 1.500 metros
Final
| Posição           | Atleta              | Nacionalidade        | Tempo   | Notas |
| ----------------- | ------------------- | -------------------- | ------- | ----- |
| Medalha de ouro   | Jordan Hasay        | Estados Unidos       | 4:22.16 |       |
| Medalha de prata  | Annie LeBlanc       | Canadá               | 4:24.97 |       |
| Medalha de bronze | Karla Díaz          | México               | 4:27.66 |       |
| 4                 | Alejandra Rodríguez | México               | 4:37.72 |       |
| 5                 | Jennifer Bergman    | Estados Unidos       | 4:41.08 |       |
| 6                 | Gladys Landaverde   | El Salvador          | 4:44.85 |       |
| 7                 | María Mancebo       | República Dominicana | 4:45.89 |       |

### 5.000 metros
Final
| Posição           | Atleta           | Nacionalidade  | Tempo    | Notas |
| ----------------- | ---------------- | -------------- | -------- | ----- |
| Medalha de ouro   | Karla Díaz       | México         | 16:54.83 |       |
| Medalha de prata  | Jennifer Bergman | Estados Unidos | 17:22.18 |       |
| Medalha de bronze | Dani Stack       | Estados Unidos | 18:07.87 |       |

### 10.000 metros
Final
| Posição           | Atleta          | Nacionalidade  | Tempo    | Notas                 |
| ----------------- | --------------- | -------------- | -------- | --------------------- |
| Medalha de ouro   | Sarah Callister | Estados Unidos | 35:46.12 | Recorde do campeonato |
| Medalha de prata  | Mayra Sánche    | México         | 36:07.69 |                       |
| Medalha de bronze | Katie Matthews  | Estados Unidos | 36:21.29 |                       |
| 4                 | Carolina Macías | México         | 38:38.29 |                       |

### 100 metros barreiras
Final – Vento: +4.5 m/s
| Posição           | Atleta              | Nacionalidade  | Tempo | Notas |
| ----------------- | ------------------- | -------------- | ----- | ----- |
| Medalha de ouro   | Brianna Rollins     | Estados Unidos | 12.60 |       |
| Medalha de prata  | Kierre Beckles      | Barbados       | 13.05 |       |
| Medalha de bronze | Ashlea Maddex       | Canadá         | 13.21 |       |
| 4                 | Ivanique Kemp       | Bahamas        | 13.34 |       |
| 5                 | Marissa Smith       | Canadá         | 13.34 |       |
| 6                 | Kenrisha Brathwaite | Barbados       | 13.47 |       |
| 7                 | Krystal Bodie       | Bahamas        | 13.67 |       |
| 8                 | Elizabeth López     | México         | 13.74 |       |
| 9                 | Elisa María Barrón  | México         | 14.74 |       |

### 400 metros barreiras
Final
| Posição           | Atleta           | Nacionalidade  | Tempo   | Notas           |
| ----------------- | ---------------- | -------------- | ------- | --------------- |
| Medalha de ouro   | Cassandra Tate   | Estados Unidos | 55.62   |                 |
| Medalha de prata  | Ellen Wortham    | Estados Unidos | 57.10   |                 |
| Medalha de bronze | Danielle Dowie   | Jamaica        | 58.23   |                 |
| 4                 | Yanique Haye     | Jamaica        | 58.35   |                 |
| 5                 | Christine Lowe   | Canadá         | 59.23   |                 |
| 6                 | Latoya Griffith  | Barbados       | 59.42   |                 |
| 7                 | Erika Rodríguez  | México         | 59.80   | Recorde pessoal |
| 8                 | Eva María Chávez | México         | 1:02.49 |                 |

### 3.000 metros com obstáculos
Final
| Posição           | Atleta               | Nacionalidade        | Tempo    | Notas |
| ----------------- | -------------------- | -------------------- | -------- | ----- |
| Medalha de ouro   | Alyssa Kulik         | Estados Unidos       | 10:21.04 |       |
| Medalha de prata  | Rebeka Stowe         | Estados Unidos       | 10:45.14 |       |
| Medalha de bronze | Jessica Furlan       | Canadá               | 10:51.26 |       |
| 4                 | Geneviève Lalonde    | Canadá               | 10:56.38 |       |
| 5                 | Norma Becerra        | México               | 11:01.33 |       |
| 6                 | María Mancebo        | República Dominicana | 11:20.06 |       |
| 7                 | Ana Cristina Narváez | México               | 11:28.16 |       |

### Revezamento 4x100 m
Final
| Posição           | Nacionalidade  | Atletas                                                                        | Tempo | Notas |
| ----------------- | -------------- | ------------------------------------------------------------------------------ | ----- | ----- |
| Medalha de ouro   | Estados Unidos | Cambrya Jones Octavious Freeman Aurieyall Scott Kimberlyn Duncan               | 43.58 |       |
| Medalha de prata  | Bahamas        | V'alonee Robinson Krystal Bodie Ivanique Kemp Amara Jones                      | 45.71 |       |
| Medalha de bronze | México         | Mayra Hermosillo Citlally Parra Perla Janeth Sánchez María del Consuelo Zamora | 47.85 |       |

### Revezamento 4x400 m
Final
| Posição           | Nacionalidade     | Atletas                                                              | Tempo   | Notas |
| ----------------- | ----------------- | -------------------------------------------------------------------- | ------- | ----- |
| Medalha de ouro   | Estados Unidos    | Ellen Wortham Rebecca Alexander Cassandra Tate Diamond Dixon         | 3:28.64 |       |
| Medalha de prata  | Trinidad e Tobago | Shawna Fermin Alena Brooks Jessica James Sparkle McKnight            | 3:33.03 |       |
| Medalha de bronze | Jamaica           | Yanique Haye Danielle Dowie Ladonna Richards Jodi-Ann Muir           | 3:34.29 |       |
| 4                 | México            | Jessica Acosta Estefania de la Cruz Erika Rodríguez Eva María Chávez | 3:44.90 |       |

### 10 km marcha atlética
Final
| Posição           | Atleta           | Nacionalidade  | Tempo    | Notas |
| ----------------- | ---------------- | -------------- | -------- | ----- |
| Medalha de ouro   | María Irais Mena | México         | 52:52.54 |       |
| Medalha de prata  | Rachael Tylock   | Estados Unidos | 53:16.59 |       |
| Medalha de bronze | Nicole Bonk      | Estados Unidos | 55:56.68 |       |

### Salto em altura
Final
| Posição           | Atleta                     | Nacionalidade        | Resultado | Notas |
| ----------------- | -------------------------- | -------------------- | --------- | ----- |
| Medalha de ouro   | Tynita Butts               | Estados Unidos       | 1.82m     |       |
| Medalha de prata  | Michelle Theophille        | Canadá               | 1.82m     |       |
| Medalha de bronze | Allison Barwise            | Estados Unidos       | 1.74m     |       |
| 4                 | Kenya Culmer               | Bahamas              | 1.74m     |       |
| 5                 | Rachel Machin              | Canadá               | 1.74m     |       |
| 6                 | Catherin Nina              | República Dominicana | 1.70m     |       |
| 7                 | Shinelle Proctor           | Anguila              | 1.70m     |       |
| 8                 | Gloria Alejandra Maldonado | México               | 1.65m     |       |
| 9                 | Saniel Atkinson-Grier      | Jamaica              | NH        |       |

### Salto com vara
Final
| Posição           | Atleta                    | Nacionalidade  | Resultado | Notas                 |
| ----------------- | ------------------------- | -------------- | --------- | --------------------- |
| Medalha de ouro   | Mélanie Blouin            | Canadá         | 4.36m     | Recorde do campeonato |
| Medalha de prata  | Logan Miller              | Estados Unidos | 4.25m     |                       |
| Medalha de bronze | Martha Olimpia Villalobos | México         | 3.60m     |                       |
| 4                 | Stephanie Richartz        | Estados Unidos | NH        |                       |
| 5                 | Isabella Smith            | México         | NH        |                       |

### Salto em comprimento
Final
| Posição           | Atleta                     | Nacionalidade  | Resultado | Notas |
| ----------------- | -------------------------- | -------------- | --------- | ----- |
| Medalha de ouro   | Christabel Nettey          | Canadá         | 6.18m     |       |
| Medalha de prata  | Sonnisha Williams          | Estados Unidos | 6.17m     |       |
| Medalha de bronze | Elizabeth López            | México         | 6.04m     |       |
| 4                 | Sabrina Nettey             | Canadá         | 6.04m     |       |
| 5                 | Sandisha Antoine           | Santa Lúcia    | 5.71m     |       |
| 6                 | Shinelle Proctor           | Anguila        | 5.63m     |       |
| 7                 | Gloria Alejandra Maldonado | México         | 5.20m     |       |

### Salto triplo
Final
| Posição           | Atleta             | Nacionalidade  | Resultado | Notas |
| ----------------- | ------------------ | -------------- | --------- | ----- |
| Medalha de ouro   | Andrea Geubelle    | Estados Unidos | 13.14m    |       |
| Medalha de prata  | Michelle Jenije    | Estados Unidos | 13.13m    |       |
| Medalha de bronze | Jasmine Brunson    | Bermudas       | 12.62m    |       |
| 4                 | Luz Adriana García | México         | 12.42m    |       |
| 5                 | Liliana Hernández  | México         | 12.35m    |       |
| 6                 | Allison Outerbride | Bermudas       | 12.01m    |       |

### Arremesso de peso
Final
| Posição           | Atleta                 | Nacionalidade     | Resultado | Notas           |
| ----------------- | ---------------------- | ----------------- | --------- | --------------- |
| Medalha de ouro   | Brittany Smith         | Estados Unidos    | 17.03m    |                 |
| Medalha de bronze | Alyssa Hasslen         | Estados Unidos    | 16.86m    |                 |
| Medalha de prata  | Taryn Suttie           | Canadá            | 16.22m    | Recorde pessoal |
| 4                 | Hilenn James           | Trinidad e Tobago | 15.88m    |                 |
| 5                 | Cynthia Appiah-Serwaah | Canadá            | 14.87m    | Recorde pessoal |
| 6                 | Cecilia Dzul           | México            | 14.86m    |                 |
| 7                 | Mariela Hernández      | México            | 14.20m    |                 |
| 8                 | Julianna Duncanson     | Bahamas           | 12.71m    |                 |

### Lançamento de disco
Final
| Posição           | Atleta                 | Nacionalidade     | Resultado | Notas |
| ----------------- | ---------------------- | ----------------- | --------- | ----- |
| Medalha de ouro   | Anna Jelmini           | Estados Unidos    | 53.93m    |       |
| Medalha de prata  | Skylar White           | Estados Unidos    | 50.60m    |       |
| Medalha de bronze | Hilenn James           | Trinidad e Tobago | 48.90m    |       |
| 4                 | Ashlee Smith           | Trinidad e Tobago | 48.73m    |       |
| 5                 | Alanna Kovacs          | Canadá            | 47.66m    |       |
| 6                 | Ana Daniela González   | México            | 44.05m    |       |
| 7                 | Julianna Duncanson     | Bahamas           | 40.00m    |       |
| 8                 | María Joaquina Salazar | México            | 39.43m    |       |

### Lançamento de martelo
Final
| Posição           | Atleta                 | Nacionalidade  | Resultado | Notas                 |
| ----------------- | ---------------------- | -------------- | --------- | --------------------- |
| Medalha de ouro   | Amanda Bingson         | Estados Unidos | 71.39m    | Recorde do campeonato |
| Medalha de prata  | Brittany Smith         | Estados Unidos | 67.10m    |                       |
| Medalha de bronze | Lauren Stuart          | Canadá         | 56.35m    |                       |
| 4                 | Cynthia Appiah-Serwaah | Canadá         | 53.60m    |                       |
| 5                 | Judyth Alvarado        | México         | 50.15m    |                       |
| 6                 | Ana Margarita Sánchez  | México         | 49.80m    |                       |

### Lançamento de dardo
Final
| Posição           | Atleta          | Nacionalidade  | Resultado | Notas           |
| ----------------- | --------------- | -------------- | --------- | --------------- |
| Medalha de ouro   | Abigail Gómez   | México         | 56.89m    | ,               |
| Medalha de prata  | Tiffany Perkins | Canadá         | 56.20m    | Recorde pessoal |
| Medalha de bronze | Alanna Kovacs   | Canadá         | 51.70m    |                 |
| 4                 | Heather Bergman | Estados Unidos | 49.98m    |                 |
| 5                 | Paige Blackburn | Estados Unidos | 49.61m    |                 |
| 6                 | Diana Garza     | México         | 42.05m    |                 |

### Heptatlo
Final
| Colocação         | Atleta                 | Nacionalidade        | 100 m C/B  | SA        | AP         | 200 m     | SD        | LD         | 800 m       | Total | Notas |
| ----------------- | ---------------------- | -------------------- | ---------- | --------- | ---------- | --------- | --------- | ---------- | ----------- | ----- | ----- |
| Medalha de ouro   | Kiani Profit           | Estados Unidos       | 13.93 988  | 1.58m 712 | 11.93m 656 | 24.08 973 | 5.72m 765 | 40.86m 684 | 2:16.26 875 | 5653  |       |
| Medalha de prata  | Jessica Flax           | Estados Unidos       | 13.38 1068 | 1.64m 783 | 12.49m 694 | 24.88 898 | 5.33m 651 | 40.59m 679 | 2:23.92 771 | 5544  |       |
| Medalha de bronze | Makeba Alcide          | Santa Lúcia          | 13.87 997  | 1.76m 928 | 12.39m 687 | 24.87 899 | 5.79m 786 | 30.79m 492 | 2:26.83 733 | 5522  |       |
| 4                 | Rachel McIntosh        | Canadá               | 14.12 961  | 1.61m 747 | 12.06m 665 | 25.14 874 | 5.45m 686 | 35.81m 587 | 2:18.68 842 | 5362  |       |
| 5                 | Milagros Montes de Oca | República Dominicana | 15.04 836  | 1.58m 712 | 9.73m 512  | 26.71 736 | 5.26m 631 | 42.92m 723 | 2:34.64 636 | 4786  |       |
| 6                 | Ana María Porras       | Costa Rica           | 14.44 917  | 1.64m 783 | 10.23m 545 | 25.96 801 | 5.46m 688 | 25.65m 395 | 2:33.08 655 | 4784  |       |
| 7                 | Marcela Joely Díaz     | México               | 15.29 804  | 1.52m 644 | 9.63m 505  | 26.73 734 | 5.23m 623 | 35.57m 583 | 2:25.23 754 | 4647  |       |
| 8                 | Jessica Soto           | México               | 15.24 810  | 1.55m 678 | 9.48m 495  | 26.69 738 | 4.82m 511 | 32.98m 533 | 2:37.44 603 | 4368  |       |

Legenda
| Recorde mundial       | Recorde mundial (World record)               |                       | Recorde africano                      | Recorde africano (African) |                                           | Q | Classificado por posição (Qualified) |
| Recorde do campeonato | Recorde do campeonato (Championship record)  | Recorde da América    | Recorde da América (Americas)         | q                          | Classificado por melhor tempo (Qualified) |   |                                      |
| Melhor marca do ano   | Melhor marca do ano (World leading)          | Recorde asiático      | Recorde asiático (Asian)              | DNS                        | Não largou (Did not start)                |   |                                      |
| Recorde nacional      | Recorde nacional (National record)           | Recorde europeu       | Recorde europeu (European)            | DNF                        | Não terminou (Did not finish)             |   |                                      |
| Recorde pessoal       | Recorde pessoal do atleta (Personal best)    | Recorde da Oceania    | Recorde da Oceania (Oceania)          | DSQ / DQ                   | Desclassificado (Disqualified)            |   |                                      |
| Recorde da temporada  | Recorde da temporada do atleta (Season best) | Recorde sul-americano | Recorde sul-americano (South America) | NM                         | Sem marca (No mark)                       |   |                                      |